# Estádio Joaquim Morais
Estádio Joaquim Morais – stadion sportowy w Moçâmedes, w Angoli. Obiekt może pomieścić 5000 widzów. Swoje spotkania rozgrywa na nim drużyna Atlético Petróleos do Namibe.